# Miguel Vila
Miguel Vila Morales es un periodista español que ha desarrollado su carrera tanto en radio como en televisión.
Sus primeros contactos con el mundo audiovisual fueron como presentador del programa infantil La Casa del Reloj (1971-1973) de Televisión Española. 
Al cancelarse el programa, se centró sobre todo en la información deportiva con la que se identificaría buena parte de su carrera. En los siguientes años, colaboró en programas como Estudio Estadio (donde sustituyó a Pedro Ruiz) o Polideportivo y entre 1975 y 1979 fue el responsable de la información deportiva en el Telediario.
Entre 1979 y 1980, cambia de registro y se une a Mari Cruz Soriano en la presentación del programa diario de entrevistas Gente hoy. A partir del año siguiente vuelve a centrarse en los espacios deportivos, y presenta el concurso Gol...y al Mundial 82. 
Tras la experiencia de retransmitir para los espectadores españoles los partidos del Campeonato Mundial de Fútbol de 1982, celebrado en España, centra su carrera en el mundo de la radio y ese mismo año es nombrado Jefe de Programas deportivos de Radio 80. 
Más adelante se le designó Director de Radio 5 de Radio Nacional de España desde 1990 hasta septiembre de 1991.
En 2002 volvió a Televisión Española para dirigir el espacio Código Alfa, un programa producido en colaboración con el Ministerio de Defensa que pretendía acercar a los ciudadanos la actualidad de las Fuerzas Armadas y al frente del cual se mantuvo hasta su jubilación en 2003.